# BSH Hausgeräte
Pour les articles homonymes, voir BSH.

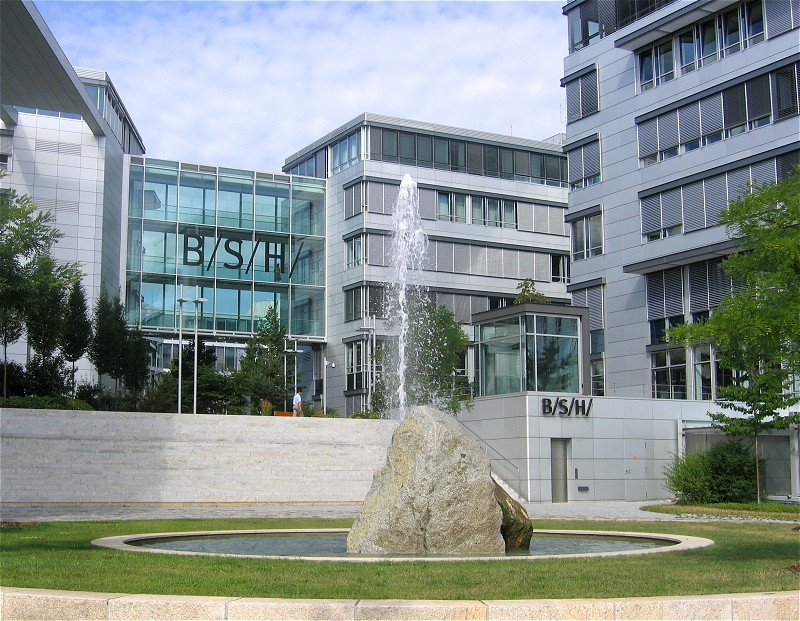
Le siège de l'entreprise dans le quartier Neuperlach de Munich

BSH Hausgeräte GmbH (en France: BSH Electroménager) est une coentreprise entre Siemens AG et Robert Bosch GmbH créée en 1967, spécialisée dans la fabrication d'appareils électroménagers. Le 22 septembre 2014, Bosch acquiert les 50 % détenus par Siemens.
L'entreprise produit dans 41 usines dans 13 pays.

## Histoire
BSH Hausgeräte GmbH (à l'époque BSH Bosch und Siemens Hausgeräte GmbH) a été créé en 1967 sous forme de coentreprise entre Robert Bosch GmbH (Stuttgart) et Siemens AG (Munich). BSH est détenu à 100 % par le groupe Bosch depuis janvier 2015.
Au cours de ses 50 ans d'histoire, BSH est passé du statut d'exportateur allemand à celui de deuxième fabricant d'appareils électroménagers au monde.
Comptant plus de 58 000 salariés dans le monde entier, BSH a augmenté son chiffre d'affaires à environ 13,1 milliards d'euros en 2016.
En septembre 2014, pour financer l'acquisition de l'entreprise américaine d'équipement parapétrolier Dresser-Rand (en), Siemens vend sa participation de 50 % dans BSH qu'elle tenait depuis sa création à Bosch pour 3 milliards d'euros, marquant la fin de l'activité de Siemens dans l'électroménager domestique. Cependant la marque Siemens reste utilisée sous licence par Bosch.

## Marques et produits de BSH
BSH Hausgeräte GmbH est l'un des chefs de file mondiaux du secteur et un des plus importants fabricants d'appareils électroménagers en Europe.[réf. nécessaire]
Le groupe distribue en plus de ses marques mondiales principales Bosch et Siemens, un certain nombre d'autres marques :
- Gaggenau
- Neff Électroménager
- Constructa (en)
- Viva
- Ufesa

Les marques régionales de BSH sont :
- Balay (entreprise) (es)
- Profilo
- Pitsos
- Coldex

Son portefeuille de produits de 14 marques couvre une large gamme d'appareils électroménagers. Outre les cuisinières, les fours, les hottes aspirantes, les lave-vaisselle, les lave-linge, les sèche-linge, les réfrigérateurs et les congélateurs, il comprend aussi de petits appareils tels que les aspirateurs, les cafetières, les bouilloires électriques, les fers à repasser et les sèche-cheveux.

## Production

### Allemagne
BSH possède des usines en Allemagne :
- Dillingen (Bavière) : production de lave-vaisselle[6] ;
- Giengen an der Brenz : production de réfrigérateurs et de congélateurs[7] ;
- Nauen : production de lave-linge[8] ;
- Traunreut : production de fours, fours à micro-ondes combiné et tables de cuisson vitrocéramiques[9] ;
- Bretten (Bade-Wurtemberg) : Production de fours électriques, cuisinières et hottes[10].
- Bad Neustadt an der Saale : Production d'aspirateurs[11].
- Regensburg : Fabrication de composants (moteurs et pompes).

### Espagne

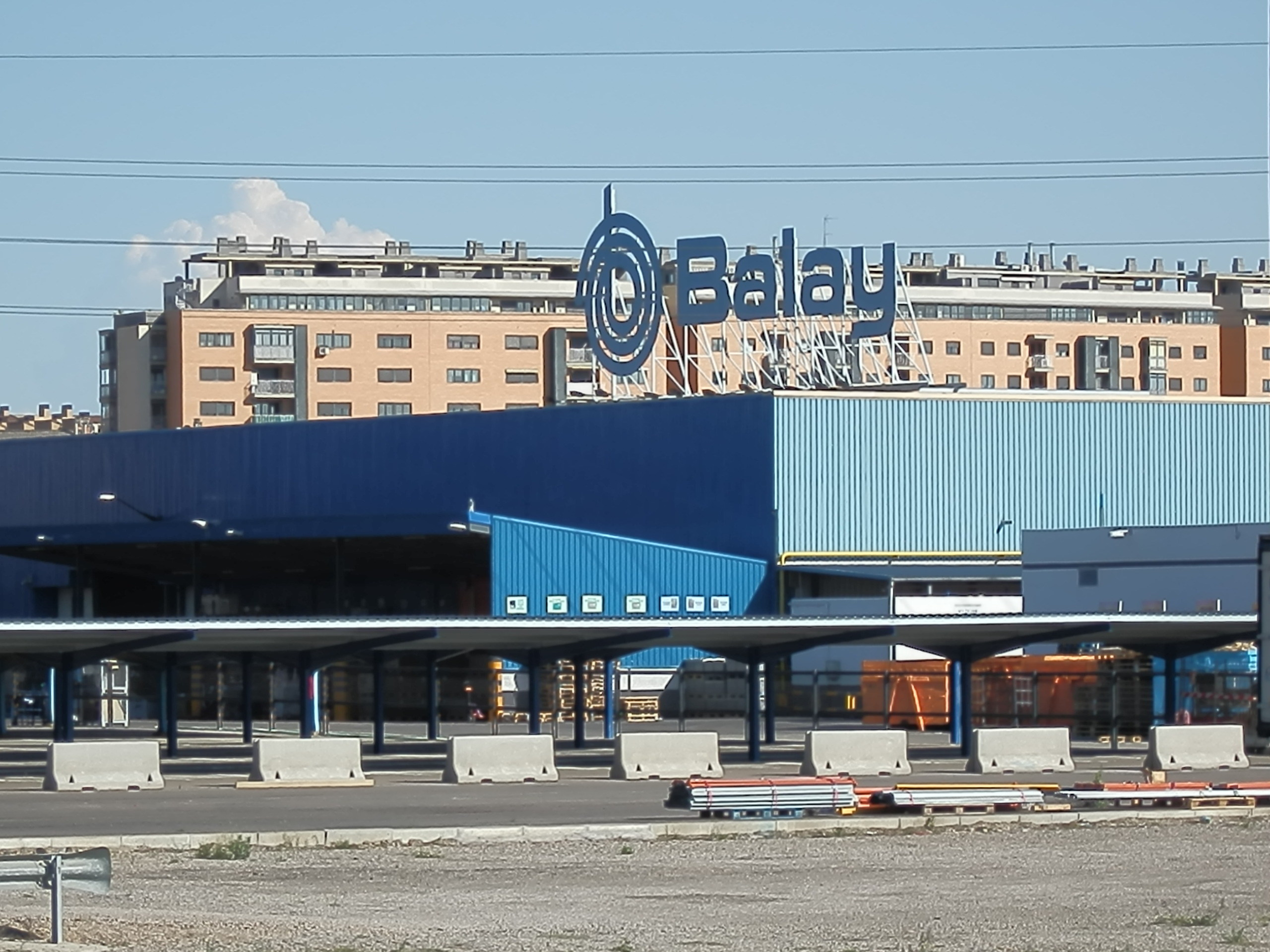
Usine Balay de Montañana appartenant au groupe

BSH a un grand entrepôt en Aragon (Espagne) où il est prévu en 2011 que quelque 6 millions d'appareils électroménagers transiteront, en provenance des deux usines de production de Saragosse à proximité et 75 % des appareils qui transiteront ici sont destinés au marché ibérique .
BSH possède en 2011 6 usines en Espagne :
- deux près de Saragosse :
  - Montañana : ouverture en 1968, centre de recherche, production de fours, lave-vaisselle, plaques d'induction et cuisinières, exportations mondiales. Cette usine devrait arrêter la production de lave-vaisselle en 2019 pour se concentrer sur les appareils de cuisson, le groupe BSH y prévoit un investissement de 80 millions d'euros[14].
  - La Cartuja : ouverture en 1977, centre de recherche, production de lave-linge frontal, exportations vers la France, l'Allemagne, les Pays-Bas et le Royaume-Uni
- deux en Navarre :
  - Estella : ouverture en 1949 (groupe : 1989), production de lave-vaisselle compact, de pièces pour sèche-linge, exportations dans le monde entier ; Cette usine a fermé en décembre 2014. Toute la production se retrouve à Esquiroz
  - Esquíroz : ouverture en 1985, production de réfrigérateurs (exportations pour moitié en Europe), ainsi que de lave-vaisselle compacts. Fermeture du site prévue pour décembre 2025[15].
- et également :
  - Santander : rattachée au groupe en 1989, fabrication de plaques de cuisson
  - Vitoria : ouverture en 1977, production de petit électroménager

### France
Le siège de la filiale française est située à Saint-Ouen-sur-Seine. BSH possède également la marque ainsi que l'usine Gaggenau à Lipsheim en France. Les lave-linge "top" (chargement par le dessus) étaient produits jusqu'en 2014 sur le site de "Fagor-Brandt" à Lyon. À cette date, l'usine devait arrêter totalement la fabrication de lave-linge, au profit du site Fagor de Wroclaw en Pologne.

### Grèce
- Agios Ioannis Rentis (Athènes) : usine Pitsos, production de fours, fermeture prévue en 2018[18], puis reportée à 2021[19].

### Pologne
- Usine de Łódź : ouverture en 1998, production de machines à laver, lave-vaisselle[20]
- Usine de Wrocław : ancienne usine FagorMastercoock reprise en 2015[21]
- Usine de Rzeszów : production de petit électroménager

### Slovaquie
Usine de Michalovce : moteurs et pompes

### Slovénie
Usine de Nazarje : production de petit électroménager (Robots, mixeurs…)

### Turquie
Usine de Çerkezköy : production de lave-linges, cuisinières, réfrigérateurs…

### Russie
Usine de Saint-Pétersbourg : production de réfrigérateurs et de lave-linge

### Chine
- Usine de Wuxi : ouverture en 1994, production de machines à laver, exportations en Asie et en Europe[23]
- Usine de Chuzhou : ouverture en 1996, production de réfrigérateurs[24]

Enfin, BSH a créé en 2000 une société commune avec Hitachi pour produire des lave-linges en Thaïlande.

## Condamnation en France pour entente commerciale
Le groupe BSH (qui exploite les marques Bosch, Siemens, Viva, Neff), ainsi que Candy, Eberhardt Frères (distributeur de la marque Liebherr), Electrolux (AEG, Arthur Martin), Indesit (Ariston, Scholtès) et Whirlpool, sont condamnés en décembre 2018 en France pour entente commerciale. Cette condamnation résulte de quatre années d'enquêtes de l’Autorité de la concurrence, alertée en premier lieu par la Direction générale de la concurrence, de la consommation et de la répression des fraudes. Lors de réunions tenues entre 2006 et 2009, ces entreprises s'étaient entendues pour fixer à la hausse leurs prix de vente, ce qui leur permettait d'accroître leurs marges au détriment des consommateurs. Le montant total des amendes infligées atteint 189 millions d'euros.